# Anastasia Fesikova
Pour les articles homonymes, voir Zouïeva.
Anastasia Fesikova née Zueva (en russe : Анастасия Зуева), née le 8 mai 1990 à Voskressensk, est une nageuse russe spécialiste du dos crawlé. Double championne d'Europe en grand bassin des 50 et 100 m dos, elle détient le record d'Europe de 200 mètres dos.

## Carrière
La dossiste se distingue dans les catégories juniors notamment à l'occasion des championnats d'Europe juniors organisés en juillet 2006 à Palma de Majorque. Sacrée tout d'abord championne d'Europe junior sur le 100 m dos, elle remporte ensuite la médaille d'argent sur les 50 et 200 m dos avant de décrocher l'or avec le relais 4 × 100 m 4 nages. Un mois plus tard, c'est lors des championnats du monde juniors disputés à Rio de Janeiro qu'elle s'illustre en remportant deux médailles d'or sur les épreuves du 200 m dos et du relais 4 × 100 m 4 nages ainsi qu'une médaille d'argent sur le 100 m dos.
En mars 2007, elle participe à ses premiers championnats du monde parmi l'élite internationale réunie à Melbourne (Australie). Si elle ne parvient pas à y atteindre le dernier échelon sur l'épreuve du 50 m dos, Zueva réussit à se qualifier pour la finale du 100 m dos lors de laquelle elle prend la septième place. Sélectionnée pour lancer le relais 4 × 100 m 4 nages russe, elle obtient la cinquième place finale avec ses compatriotes.
La jeune russe bouscule la hiérarchie mondiale du dos crawlé à l'occasion des championnats de Russie en grand bassin organisés en février 2008 à Saint-Pétersbourg. Réalisant un temps de 59 secondes et 64 centièmes sur le 100 m dos, Zueva s'approprie le record d'Europe détenu depuis l'année précédente par la Française Laure Manaudou. Quatrième femme à passer sous la minute sur la distance, sa performance constitue alors la troisième performance de l'histoire derrière le record du monde de l'Américaine Natalie Coughlin et le temps de la Zimbabwéenne Kirsty Coventry. Toujours lors de ces championnats, la nageuse bat le record national du 50 m dos et approche celui du 200 m dos détenu depuis 2004 par Stanislava Komarova.
La Russe confirme ces performances quelques semaines plus tard lors des championnats d'Europe disputés à Eindhoven. Après s'être fait subtiliser le record d'Europe du 100 m dos par la Française Laure Manaudou lors des demi-finales, Zueva réplique en le reprenant lors de la finale, médaille d'or à la clé. Plus encore, en 59 s 41, elle réalise la deuxième performance de l'histoire non loin du record du monde. Elle réédite pareille performance sur le 50 m dos et décroche deux médailles d'argent : sur le 200 m dos, battue cette fois par Laure Manaudou ; puis avec le relais 4 × 100 m 4 nages.
Anastasia Zueva se distingue à nouveau aux Championnats du monde 2009 à Rome, en prenant une première médaille d'argent sur 100 m dos, puis une seconde sur 200 m dos, en établissant sur cette distance un nouveau record d'Europe en 2 min 4 s 94.
Lors des Mondiaux de 2011 à Shanghai, elle remporte le titre sur 50 m dos en 27 s 79. Elle obtient également la médaille d'argent au 100 m dos.
Aux Jeux olympiques de 2012 à Londres, après être restée au pied du podium sur 100 m dos, elle va décrocher sa première médaille olympique, sur 200 m dos, en prenant l'argent derrière l'Américaine Missy Franklin.
À la suite d'une fracture de la jambe en octobre 2012 et en manque de préparation, Anastasia renonce aux mondiaux de 2013. Elle va également se marier en août avec le nageur russe Serguey Fesikov.

## Palmarès

### Jeux Olympiques
- Jeux olympiques de 2008 à Pékin ( République populaire de Chine) :
  - 4e sur 200 m dos
  - 5e sur 100 m dos
  - 5e sur 4 × 100 m quatre nages
- Jeux olympiques de 2012 à Londres ( Royaume-Uni) :
  - 4e sur 100 m dos
  -  Médaille d'argent sur 200 m dos
  - 4e sur 4 × 100 m quatre nages

### Championnats du monde
- Championnats du monde 2009 à Rome ( Italie) :
  -  Médaille d'argent du 100 m dos
  -  Médaille d'argent du 200 m dos
- Championnats du monde 2011 à Shanghai ( République populaire de Chine) :
  -  Médaille d'or du 50 m dos
  -  Médaille d'argent du 100 m dos
- Championnats du monde 2017 à Budapest ( Hongrie) :
  -  Médaille d'argent en relais 4 × 100 m quatre nages

### Championnats d'Europe
Grand bassin
- Championnats d'Europe 2008 à Eindhoven ( Pays-Bas) :
  -  Médaille d'or du 50 m dos (28 s 05 - record d'Europe).
  -  Médaille d'or du 100 m dos (59 s 41 - record d'Europe).
  -  Médaille d'argent du 200 m dos (2 min 9 s 59).
  -  Médaille d'argent du relais 4 × 100 m 4 nages (4 min 0 s 47).
- Championnats d'Europe 2018 à Glasgow ( Royaume-Uni) :
  -  Médaille d'or sur 100 m dos.
  -  Médaille d'or du relais 4 × 100 m quatre nages.
  -  Médaille d'argent sur 50 m dos.

Petit bassin
- Championnats d'Europe petit bassin 2011 à Szczecin ( Pologne) :
  -  Médaille d'or sur 50 m dos.
  -  Médaille d'argent sur 100 m dos.
  -  Médaille d'argent sur 4 × 50 m quatre nages.